# Danh sách bài hát trong Glee (mùa 2)
Glee là một sê ri phim truyền hình nhạc kịch hài-tình cảm do Fox sản xuất. Phim tập trung xoay quanh nhóm hát New Directions của trường trung học hư cấu William McKinley ở Lima, Ohio. Các tác giả của bộ phim bao gồm Ryan Murphy, Brad Falchuk và Ian Brennan. Dàn diễn viên của Glee đã thể hiện lại rất nhiều bài hát do Ryan Murphy lựa chọn. Sau khi Ryan Murphy chọn ra một bài hát, vấn đề bản quyền sẽ được P.J. Bloom giải quyết với nhà phát hành của nó, sau đó Adam Anders sẽ tiến hành biên soạn lại cho phù hợp với dàn diễn viên của Glee Các bài hát sẽ được dàn diễn viên thu âm trước, còn vũ đạo sẽ được thực hiện bởi Zach Woodlee. Sau dó phiên bản phòng thu của các bài hát sẽ được sản xuất. Quá trình này bắt đầu từ 6 đến 8 tuần trước khi tập phim được ghi hình, và có thể kết thúc ngay trước khi việc ghi hình diễn ra. Trong 15 tập đầu tiên của mùa thứ nhất, trung bình có 5 bài hát trong mỗi tập phim, sau đó tăng lên 8 bài trong 9 tập cuối. Sang mùa thứ hai, Glee có trung bình 6 bài hát trong mỗi tập phim.

## Các bài hát
| Tên bài hát                                                | Phiên bản được cover                | Biểu diễn | Tập                             | Đĩa đơn | Album                      | Tham khảo           |
| ---------------------------------------------------------- | ----------------------------------- | --- | ------------------------------- | ------- | -------------------------- | ------------------- |
| "Empire State of Mind"                                     | Jay-Z cùng Alicia Keys              | New Directions                                                                                                | 1. "Audition"                   | Có      | Volume 4                   | [ 5 ]               |
| "Every Rose Has Its Thorn"                                 | Poison                              | Sam Evans | 1. "Audition"                   | Không   | TBA                        | [ 6 ]               |
| "Telephone"                                                | Lady Gaga cùng Beyoncé              | Sunshine Corazon và Rachel Berry                                                                              | 1. "Audition"                   | Có      | The Complete Season Two    | [ 7 ] [ 8 ]         |
| "Getting to Know You"                                      | The King and I                      | Tina Cohen-Chang                                                                                              | 1. "Audition"                   | Không   | TBA                        | [ 7 ]               |
| "Billionaire"                                              | Travie McCoy cùng Bruno Mars        | Sam Evans và các thành viên nam của New Directions trừ Kurt Hummel                                            | 1. "Audition"                   | Có      | Volume 4                   | [ 9 ]               |
| "The Power"                                                | Snap!                               | Finn Hudson                                                                                                   | 1. "Audition"                   | Không   | TBA                        | [ 10 ]              |
| "Listen"                                                   | Dreamgirls                          | Sunshine Corazon                                                                                              | 1. "Audition"                   | Có      | The Complete Season Two    | [ 8 ] [ 11 ]        |
| "What I Did for Love"                                      | A Chorus Line                       | Rachel Berry                                                                                                  | 1. "Audition"                   | Có      | Love Songs                 | [ 12 ]              |
| "I'm a Slave 4 U"                                          | Britney Spears                      | Brittany Pierce                                                                                               | 2. "Britney/Brittany"           | Có      | Dance Party                | [ 13 ]              |
| "Me Against the Music"                                     | Britney Spears cùng Madonna         | Brittany Pierce và Santana Lopez                                                                              | 2. "Britney/Brittany"           | Có      | Volume 4                   | [ 14 ]              |
| "...Baby One More Time"                                    | Britney Spears                      | Rachel Berry                                                                                                  | 2. "Britney/Brittany"           | Có      | The Complete Season Two    | [ 8 ] [ 15 ]        |
| "Sailing"                                                  | Christopher Cross                   | Will Schuester                                                                                                | 2. "Britney/Brittany"           | Không   | TBA                        | [ 16 ]              |
| "Stronger"                                                 | Britney Spears                      | Artie Abrams cùng đội bóng bầu dục trường trung học McKinley                                                  | 2. "Britney/Brittany"           | Có      | Volume 4                   | [ 17 ]              |
| "Toxic"                                                    | Britney Spears                      | Brittany Pierce, Rachel Berry, Santana Lopez và Will Schuester cùng New Directions                            | 2. "Britney/Brittany"           | Có      | Volume 4                   | [ 17 ]              |
| "The Only Exception"                                       | Paramore                            | Rachel Berry cùng Quinn Fabray, Mercedes Jones và Santana Lopez                                               | 2. "Britney/Brittany"           | Có      | Volume 4                   | [ 18 ]              |
| "Only the Good Die Young"                                  | Billy Joel                          | Noah Puckerman cùng New Directions                                                                            | 3. "Grilled Cheesus"            | Có      | The Complete Season Two    | [ 8 ] [ 19 ]        |
| "I Look to You"                                            | Whitney Houston                     | Mercedes Jones cùng Quinn Fabray và Tina Cohen-Chang                                                          | 3. "Grilled Cheesus"            | Có      | The Complete Season Two    | [ 8 ] [ 19 ]        |
| "Papa, Can You Hear Me?"                                   | Barbra Streisand                    | Rachel Berry                                                                                                  | 3. "Grilled Cheesus"            | Có      | The Complete Season Two    | [ 8 ] [ 19 ]        |
| "I Want to Hold Your Hand"                                 | Across the Universe                 | Kurt Hummel                                                                                                   | 3. "Grilled Cheesus"            | Có      | Volume 4                   | [ 20 ]              |
| "Losing My Religion"                                       | R.E.M.                              | Finn Hudson                                                                                                   | 3. "Grilled Cheesus"            | Có      | The Complete Season Two    | [ 8 ] [ 9 ]         |
| "Bridge over Troubled Water"                               | Aretha Franklin                     | Mercedes Jones cùng dàn đồng ca nhà thờ                                                                       | 3. "Grilled Cheesus"            | Có      | The Complete Season Two    | [ 8 ] [ 21 ]        |
| "One of Us"                                                | Joan Osborne                        | New Directions                                                                                                | 3. "Grilled Cheesus"            | Có      | Volume 4                   | [ 22 ]              |
| "Don't Go Breaking My Heart"                               | Elton John và Kiki Dee              | Rachel Berry và Finn Hudson                                                                                   | 4. "Duets"                      | Có      | Love Songs                 | [ 23 ]              |
| "River Deep – Mountain High"                               | Ike & Tina Turner                   | Mercedes Jones và Santana Lopez                                                                               | 4. "Duets"                      | Có      | Volume 4                   | [ 23 ]              |
| "Le Jazz Hot!"                                             | Victor/Victoria                     | Kurt Hummel                                                                                                   | 4. "Duets"                      | Có      | The Complete Season Two    | [ 8 ] [ 23 ]        |
| "Sing!"                                                    | A Chorus Line                       | Mike Chang và Tina Cohen-Chang with New Directions                                                            | 4. "Duets"                      | Có      | The Complete Season Two    | [ 8 ] [ 23 ]        |
| "With You I'm Born Again"                                  | Billy Preston và Syreeta Wright     | Rachel Berry và Finn Hudson                                                                                   | 4. "Duets"                      | Không   | TBA                        | [ 24 ]              |
| "Lucky"                                                    | Jason Mraz và Colbie Caillat        | Sam Evans và Quinn Fabray                                                                                     | 4. "Duets"                      | Có      | Volume 4                   | [ 23 ]              |
| "Get Happy" / "Happy Days Are Here Again"                  | Judy Garland và Barbra Streisand    | Rachel Berry và Kurt Hummel                                                                                   | 4. "Duets"                      | Có      | The Complete Season Two    | [ 8 ] [ 23 ]        |
| "Science Fiction/Double Feature"                           | The Rocky Horror Show               | Santana Lopez                                                                                                 | 5. "The Rocky Horror Glee Show" | Không   | The Rocky Horror Glee Show | [ 25 ]              |
| "Over at the Frankenstein Place"                           | The Rocky Horror Show               | Rachel Berry và Finn Hudson cùng New Directions                                                               | 5. "The Rocky Horror Glee Show" | Không   | The Rocky Horror Glee Show | [ 25 ]              |
| "Dammit Janet"                                             | The Rocky Horror Show               | Finn Hudson và Rachel Berry cùng Quinn Fabray, Kurt Hummel và Mercedes Jones                                  | 5. "The Rocky Horror Glee Show" | Không   | The Rocky Horror Glee Show | [ 25 ]              |
| "Whatever Happened To Saturday Night?"                     | The Rocky Horror Show               | Carl Howell cùng New Directions                                                                               | 5. "The Rocky Horror Glee Show" | Không   | The Rocky Horror Glee Show | [ 25 ]              |
| "Sweet Transvestite"                                       | The Rocky Horror Show               | Mercedes Jones cùng Brittany Pierce và Santana Lopez                                                          | 5. "The Rocky Horror Glee Show" | Không   | The Rocky Horror Glee Show | [ 25 ]              |
| "Touch-a, Touch-a, Touch-a, Touch Me"                      | The Rocky Horror Show               | Emma Pillsbury, Santana Lopez và Brittany Pierce cùng Will Schuester, Kurt Hummel, Carl Howell và Finn Hudson | 5. "The Rocky Horror Glee Show" | Không   | The Rocky Horror Glee Show | [ 25 ] [ 26 ]       |
| "Time Warp"                                                | The Rocky Horror Show               | New Directions                                                                                                | 5. "The Rocky Horror Glee Show" | Không   | The Rocky Horror Glee Show | [ 25 ]              |
| "One Love/People Get Ready"                                | Bob Marley & The Wailers            | Noah Puckerman và Artie Abrams                                                                                | 6. "Never Been Kissed"          | Có      | Volume 4                   | [ 27 ]              |
| "Teenage Dream"                                            | Katy Perry                          | Dalton Academy Warblers                                                                                       | 6. "Never Been Kissed"          | Có      | Volume 4                   | [ 27 ]              |
| "Start Me Up" / "Livin' on a Prayer"                       | The Rolling Stones / Bon Jovi       | Các thành viên nữ của New Directions                                                                          | 6. "Never Been Kissed"          | Có      | The Complete Season Two    | [ 8 ] [ 27 ]        |
| "Stop! In the Name of Love" / "Free Your Mind"             | The Supremes / En Vogue             | Các thành viên nam của New Directions                                                                         | 6. "Never Been Kissed"          | Có      | The Complete Season Two    | [ 8 ] [ 27 ]        |
| "Conjunction Junction"                                     | Schoolhouse Rock!                   | Holly Holliday                                                                                                | 7. "The Substitute"             | Không   | TBA                        | [ 28 ]              |
| "Forget You"                                               | Cee Lo Green                        | Holly Holliday cùng New Directions                                                                            | 7. "The Substitute"             | Có      | Volume 4                   | [ 29 ]              |
| "Make 'Em Laugh"                                           | Donald O'Connor                     | Will Schuester cùng Mike Chang                                                                                | 7. "The Substitute"             | Có      | The Complete Season Two    | [ 8 ] [ 30 ]        |
| "Nowadays / Hot Honey Rag"                                 | Chicago                             | Holly Holliday và Rachel Berry                                                                                | 7. "The Substitute"             | Có      | The Complete Season Two    | [ 8 ] [ 30 ]        |
| "Singin' in the Rain" / "Umbrella"                         | Gene Kelly / Rihanna cùng Jay-Z     | Holly Holliday và Will Schuester cùng New Directions                                                          | 7. "The Substitute"             | Có      | The Complete Season Two    | [ 8 ] [ 30 ]        |
| "Ohio"                                                     | Wonderful Town                      | Sue Sylvester và Doris Sylvester                                                                              | 8. "Furt"                       | Có      | The Complete Season Two    | [ 8 ] [ 31 ]        |
| "Marry You"                                                | Bruno Mars                          | New Directions                                                                                                | 8. "Furt"                       | Có      | Volume 4                   | [ 31 ]              |
| "Sway"                                                     | Michael Bublé                       | Will Schuester                                                                                                | 8. "Furt"                       | Có      | Volume 4                   | [ 32 ]              |
| "Just the Way You Are"                                     | Bruno Mars                          | Finn Hudson cùng New Directions                                                                               | 8. "Furt"                       | Có      | Volume 4                   | [ 31 ]              |
| "Don't Cry for Me Argentina"                               | Evita                               | Rachel Berry và Kurt Hummel                                                                                   | 9. "Special Education"          | Có      | The Complete Season Two    | [ 8 ] [ 33 ]        |
| "The Living Years"                                         | Mike + The Mechanics                | The Hipsters                                                                                                  | 9. "Special Education"          | Có      | The Complete Season Two    | [ 8 ] [ 33 ]        |
| "Hey, Soul Sister"                                         | Train                               | Dalton Academy Warblers                                                                                       | 9. "Special Education"          | Có      | Presents the Warblers      | [ 33 ]              |
| "(I've Had) The Time of My Life"                           | Bill Medley và Jennifer Warnes      | Sam Evans và Quinn Fabray cùng New Directions                                                                 | 9. "Special Education"          | Có      | Volume 4                   | [ 33 ]              |
| "Valerie"                                                  | Mark Ronson cùng Amy Winehouse      | Santana Lopez cùng New Directions                                                                             | 9. "Special Education"          | Có      | Volume 4                   | [ 34 ]              |
| "Dog Days Are Over"                                        | Florence and the Machine            | Tina Cohen-Chang và Mercedes Jones cùng New Directions                                                        | 9. "Special Education"          | Có      | The Complete Season Two    | [ 8 ] [ 33 ]        |
| "The Most Wonderful Day of the Year"                       | Rudolph the Red-Nosed Reindeer      | New Directions                                                                                                | 10. "A Very Glee Christmas"     | Không   | The Christmas Album        | [ 35 ]              |
| "We Need a Little Christmas"                               | Mame                                | Mercedes Jones cùng New Directions                                                                            | 10. "A Very Glee Christmas"     | Không   | The Christmas Album        | [ 35 ]              |
| "Merry Christmas Darling"                                  | The Carpenters                      | Rachel Berry                                                                                                  | 10. "A Very Glee Christmas"     | Không   | The Christmas Album        | [ 35 ]              |
| "Baby, It's Cold Outside"                                  | Frank Loesser và Lynn Garland       | Kurt Hummel và Blaine Anderson                                                                                | 10. "A Very Glee Christmas"     | Không   | The Christmas Album        | [ 35 ]              |
| "You're a Mean One, Mr. Grinch"                            | How the Grinch Stole Christmas!     | k.d. lang | 10. "A Very Glee Christmas"     | Không   | The Christmas Album        | [ 36 ]              |
| "Last Christmas"                                           | Wham!                               | Rachel Berry và Finn Hudson                                                                                   | 10. "A Very Glee Christmas"     | Có      | The Christmas Album        | [ 35 ]              |
| "Welcome Christmas"                                        | How the Grinch Stole Christmas!     | New Directions                                                                                                | 10. "A Very Glee Christmas"     | Có      | The Complete Season Two    | [ 8 ] [ 35 ]        |
| "California Gurls"                                         | Katy Perry cùng Snoop Dogg          | Đội cổ vũ trường trung học McKinley                                                                           | 11. "The Sue Sylvester Shuffle" | Không   | TBA                        | [ 37 ]              |
| "Need You Now"                                             | Lady Antebellum                     | Rachel Berry và Noah Puckerman                                                                                | 11. "The Sue Sylvester Shuffle" | Có      | Volume 5                   | [ 38 ] [ 39 ]       |
| "She's Not There"                                          | The Zombies                         | Finn Hudson cùng đội bóng bầu dục trường trung học McKinley                                                   | 11. "The Sue Sylvester Shuffle" | Có      | Volume 5                   | [ 38 ]              |
| "Bills, Bills, Bills"                                      | Destiny's Child                     | Dalton Academy Warblers                                                                                       | 11. "The Sue Sylvester Shuffle" | Có      | Presents the Warblers      | [ 40 ]              |
| "Thriller" / "Heads Will Roll"                             | Michael Jackson / Yeah Yeah Yeahs   | New Directions cùng đội bóng bầu dục trường trung học McKinley                                                | 11. "The Sue Sylvester Shuffle" | Có      | Volume 5                   | [ 41 ]              |
| "Fat Bottomed Girls"                                       | Queen                               | Noah Puckerman cùng các thành viên nam của New Directions                                                     | 12. "Silly Love Songs"          | Có      | Volume 5                   | [ 42 ]              |
| "P.Y.T. (Pretty Young Thing)"                              | Michael Jackson                     | Artie Abrams cùng Mike Chang và New Directions                                                                | 12. "Silly Love Songs"          | Có      | Volume 5                   | [ 42 ]              |
| "When I Get You Alone"                                     | Robin Thicke                        | Dalton Academy Warblers                                                                                       | 12. "Silly Love Songs"          | Có      | Presents the Warblers      | [ 43 ] [ 44 ]       |
| "My Funny Valentine"                                       | Babes in Arms                       | Tina Cohen-Chang                                                                                              | 12. "Silly Love Songs"          | Không   | TBA                        | [ 42 ]              |
| "Firework"                                                 | Katy Perry                          | Rachel Berry cùng các thành viên nữ của New Directions                                                        | 12. "Silly Love Songs"          | Có      | Volume 5                   | [ 42 ]              |
| "Silly Love Songs"                                         | Wings                               | Dalton Academy Warblers                                                                                       | 12. "Silly Love Songs"          | Có      | Presents the Warblers      | [ 42 ] [ 44 ]       |
| "Baby"                                                     | Justin Bieber cùng Ludacris         | Sam Evans | 13. "Comeback"                  | Có      | Volume 5                   | [ 45 ] [ 46 ]       |
| "Somebody to Love"                                         | Justin Bieber                       | Sam Evans, Artie Abrams, Noah Puckerman và Mike Chang                                                         | 13. "Comeback"                  | Có      | Volume 5                   | [ 45 ] [ 46 ]       |
| "Take Me or Leave Me"                                      | Rent                                | Rachel Berry và Mercedes Jones                                                                                | 13. "Comeback"                  | Có      | Volume 5                   | [ 44 ] [ 47 ]       |
| "This Little Light of Mine"                                | Nhạc truyền thống                   | Will Schuester, Sue Sylvester và các bệnh nhi                                                                 | 13. "Comeback"                  | Không   | TBA                        | [ 48 ]              |
| "I Know What Boys Like"                                    | The Waitresses                      | Lauren Zizes cùng Brittany Pierce và Tina Cohen-Chang                                                         | 13. "Comeback"                  | Có      | Dance Party                | [ 49 ] [ 50 ]       |
| "Sing"                                                     | My Chemical Romance                 | New Directions cùng Sue Sylvester                                                                             | 13. "Comeback"                  | Có      | Volume 5                   | [ 37 ] [ 46 ]       |
| "My Headband"                                              | Tự sáng tác                         | Rachel Berry                                                                                                  | 14. "Blame It on the Alcohol"   | Không   | TBA                        | [ 51 ]              |
| "Don't You Want Me"                                        | The Human League                    | Rachel Berry và Blaine Anderson                                                                               | 14. "Blame It on the Alcohol"   | Có      | Volume 5                   | [ 52 ]              |
| "Blame It"                                                 | Jamie Foxx cùng T-Pain              | Artie Abrams, Noah Puckerman, Mercedes Jones và Santana Lopez cùng New Directions                             | 14. "Blame It on the Alcohol"   | Có      | Dance Party                | [ 52 ]              |
| "One Bourbon, One Scotch, One Beer"                        | George Thorogood                    | Shannon Beiste và Will Schuester                                                                              | 14. "Blame It on the Alcohol"   | Có      | The Complete Season Two    | [ 8 ] [ 53 ] [ 54 ] |
| "Tik Tok"                                                  | Ke$ha                               | Brittany Pierce cùng New Directions                                                                           | 14. "Blame It on the Alcohol"   | Có      | Dance Party                | [ 52 ] [ 55 ]       |
| "Do You Wanna Touch Me (Oh Yeah)"                          | Joan Jett                           | Holly Holliday cùng New Directions                                                                            | 15. "Sexy"                      | Có      | Volume 5                   | [ 56 ]              |
| "Animal"                                                   | Neon Trees                          | Blaine Anderson, Kurt Hummel và Dalton Academy Warblers                                                       | 15. "Sexy"                      | Có      | Presents the Warblers      | [ 57 ]              |
| "Kiss"                                                     | Prince và The Revolution            | Will Schuester và Holly Holliday                                                                              | 15. "Sexy"                      | Có      | Volume 5                   | [ 58 ] [ 59 ]       |
| "Landslide"                                                | Dixie Chicks                        | Holly Holliday cùng Santana Lopez và Brittany Pierce                                                          | 15. "Sexy"                      | Có      | Volume 5                   | [ 56 ]              |
| "Afternoon Delight"                                        | Starland Vocal Band                 | Carl Howell, Noah Puckerman, Rachel Berry, Emma Pillsbury và Quinn Fabray                                     | 15. "Sexy"                      | Có      | The Complete Season Two    | [ 8 ] [ 56 ]        |
| "Misery"                                                   | Maroon 5                            | Dalton Academy Warblers                                                                                       | 16. "Original Song"             | Có      | Presents the Warblers      | [ 60 ] [ 61 ]       |
| "Only Child"                                               | Tự sáng tác                         | Rachel Berry                                                                                                  | 16. "Original Song"             | Không   | TBA                        |                     |
| "Blackbird"                                                | The Beatles                         | Kurt Hummel cùng Dalton Academy Warblers                                                                      | 16. "Original Song"             | Có      | Presents the Warblers      | [ 60 ]              |
| "Trouty Mouth"                                             | Tự sáng tác                         | Santana Lopez                                                                                                 | 16. "Original Song"             | Có      | The Complete Season Two    | [ 8 ] [ 62 ]        |
| "Big Ass Heart"                                            | Tự sáng tác                         | Noah Puckerman                                                                                                | 16. "Original Song"             | Có      | The Complete Season Two    | [ 8 ] [ 62 ]        |
| "Hell to the No"                                           | Tự sáng tác                         | Mercedes Jones cùng Tina Cohen-Chang, Santana Lopez, Brittany Pierce và Lauren Zizes                          | 16. "Original Song"             | Có      | The Complete Season Two    | [ 8 ] [ 60 ]        |
| "Jesus Is My Friend"                                       | Sonseed                             | Aural Intensity                                                                                               | 16. "Original Song"             | Không   | TBA                        | [ 60 ]              |
| "Candles"                                                  | Hey Monday                          | Blaine Anderson, Kurt Hummel và Dalton Academy Warblers                                                       | 16. "Original Song"             | Có      | Presents the Warblers      | [ 60 ]              |
| "Raise Your Glass"                                         | Pink                                | Dalton Academy Warblers                                                                                       | 16. "Original Song"             | Có      | Presents the Warblers      | [ 60 ]              |
| "Get It Right"                                             | Tự sáng tác                         | Rachel Berry cùng Brittany Pierce, Tina Cohen-Chang và các thành viên nữ của New Directions                   | 16. "Original Song"             | Có      | Volume 5                   | [ 63 ]              |
| "Loser Like Me"                                            | Tự sáng tác                         | New Directions                                                                                                | 16. "Original Song"             | Có      | Volume 5                   | [ 64 ]              |
| "All by Myself"                                            | Céline Dion                         | Sunshine Corazon                                                                                              | 17. "A Night of Neglect"        | Có      | The Complete Season Two    | [ 8 ] [ 65 ]        |
| "I Follow Rivers"                                          | Lykke Li                            | Tina Cohen-Chang                                                                                              | 17. "A Night of Neglect"        | Có      | The Complete Season Two    | [ 8 ] [ 65 ]        |
| "Bubble Toes"                                              | Jack Johnson                        | Mike Chang | 17. "A Night of Neglect"        | Không   | TBA                        |                     |
| "Turning Tables"                                           | Adele                               | Holly Holliday                                                                                                | 17. "A Night of Neglect"        | Có      | Volume 6                   | [ 65 ]              |
| "Ain't No Way"                                             | Aretha Franklin                     | Mercedes Jones cùng dàn đồng ca nhà thờ                                                                       | 17. "A Night of Neglect"        | Có      | The Complete Season Two    | [ 8 ] [ 65 ]        |
| "I Feel Pretty" / "Unpretty"                               | West Side Story / TLC               | Quinn Fabray và Rachel Berry                                                                                  | 18. "Born This Way"             | Có      | Volume 6                   | [ 66 ]              |
| "I've Gotta Be Me"                                         | Sammy Davis, Jr.                    | Finn Hudson cùng Mike Chang                                                                                   | 18. "Born This Way"             | Có      | The Complete Season Two    | [ 8 ] [ 67 ]        |
| "Somewhere Only We Know"                                   | Keane                               | Blaine Anderson cùng Dalton Academy Warblers                                                                  | 18. "Born This Way"             | Có      | Presents the Warblers      | [ 68 ]              |
| "As If We Never Said Goodbye"                              | Sunset Boulevard                    | Kurt Hummel                                                                                                   | 18. "Born This Way"             | Có      | Volume 6                   | [ 69 ]              |
| "Barbra Streisand"                                         | Duck Sauce                          | New Directions cùng nhóm flash mob ở trung tâm thương mại                                                     | 18. "Born This Way"             | Không   | TBA                        | [ 69 ]              |
| "Born This Way"                                            | Lady Gaga                           | Kurt Hummel, Tina Cohen-Chang và Mercedes Jones cùng New Directions                                           | 18. "Born This Way"             | Có      | Volume 6                   | [ 70 ]              |
| "Dreams"                                                   | Fleetwood Mac                       | April Rhodes và Will Schuester                                                                                | 19. "Rumours"                   | Có      | Volume 6                   | [ 71 ]              |
| "Never Going Back Again"                                   | Fleetwood Mac                       | Artie Abrams                                                                                                  | 19. "Rumours"                   | Có      | The Complete Season Two    | [ 8 ] [ 71 ]        |
| "Songbird"                                                 | Fleetwood Mac                       | Santana Lopez                                                                                                 | 19. "Rumours"                   | Có      | Volume 6                   | [ 71 ]              |
| "I Don't Want to Know"                                     | Fleetwood Mac                       | Quinn Fabray và Finn Hudson                                                                                   | 19. "Rumours"                   | Có      | The Complete Season Two    | [ 8 ] [ 71 ]        |
| "Nice to Meet You, Have I Slept with You?"                 | Tự sáng tác                         | April Rhodes và Will Schuester                                                                                | 19. "Rumours"                   | Không   | TBA                        | [ 72 ]              |
| "Go Your Own Way"                                          | Fleetwood Mac                       | Rachel Berry                                                                                                  | 19. "Rumours"                   | Có      | Volume 6                   | [ 71 ]              |
| "Don't Stop"                                               | Fleetwood Mac                       | Sam Evans, Quinn Fabray, Finn Hudson và Rachel Berry cùng New Directions                                      | 19. "Rumours"                   | Có      | Volume 6                   | [ 71 ]              |
| "Rolling in the Deep"                                      | John Legend                         | Rachel Berry và Jesse St. James cùng câu lạc bộ AV                                                            | 20. "Prom Queen"                | Có      | Volume 6                   | [ 73 ] [ 74 ]       |
| "Isn't She Lovely?"                                        | Stevie Wonder                       | Artie Abrams cùng Finn Hudson, Sam Evans, Noah Puckerman và Mike Chang                                        | 20. "Prom Queen"                | Có      | Volume 6                   | [ 75 ]              |
| "Friday"                                                   | Rebecca Black                       | Artie Abrams, Sam Evans và Noah Puckerman                                                                     | 20. "Prom Queen"                | Có      | The Complete Season Two    | [ 8 ] [ 76 ] [ 77 ] |
| "Jar of Hearts"                                            | Christina Perri                     | Rachel Berry                                                                                                  | 20. "Prom Queen"                | Có      | The Complete Season Two    | [ 8 ] [ 75 ]        |
| "I'm Not Gonna Teach Your Boyfriend How to Dance with You" | Black Kids                          | Blaine Anderson cùng Tina Cohen-Chang và Brittany Pierce                                                      | 20. "Prom Queen"                | Có      | Dance Party                | [ 75 ]              |
| "Dancing Queen"                                            | ABBA                                | Santana Lopez và Mercedes Jones                                                                               | 20. "Prom Queen"                | Có      | Volume 6                   | [ 75 ]              |
| "Back to Black"                                            | Amy Winehouse                       | Santana Lopez                                                                                                 | 21. "Funeral"                   | Có      | The Complete Season Two    | [ 8 ] [ 78 ]        |
| "Some People"                                              | Gypsy: A Musical Fable              | Kurt Hummel                                                                                                   | 21. "Funeral"                   | Có      | The Complete Season Two    | [ 8 ] [ 78 ]        |
| "Try a Little Tenderness"                                  | Otis Redding                        | Mercedes Jones                                                                                                | 21. "Funeral"                   | Có      | Volume 6                   | [ 79 ] [ 80 ]       |
| "My Man"                                                   | Barbra Streisand                    | Rachel Berry                                                                                                  | 21. "Funeral"                   | Có      | Volume 6                   | [ 79 ] [ 80 ]       |
| "Pure Imagination"                                         | Willy Wonka & the Chocolate Factory | Kurt Hummel, Tina Cohen-Chang và New Directions                                                               | 21. "Funeral"                   | Có      | Volume 6                   | [ 79 ] [ 80 ]       |
| "My Cup"                                                   | Tự sáng tác                         | Brittany Pierce và Artie Abrams                                                                               | 22. "New York"                  | Có      | The Complete Season Two    | [ 8 ] [ 81 ]        |
| "I Love New York" / "New York, New York"                   | Madonna / On the Town               | New Directions                                                                                                | 22. "New York"                  | Có      | The Complete Season Two    | [ 8 ] [ 82 ]        |
| "Still Got Tonight"                                        | Matthew Morrison                    | Will Schuester                                                                                                | 22. "New York"                  | Không   | Matthew Morrison           | [ 83 ]              |
| "Bella Notte"                                              | Lady and the Tramp                  | Noah Puckerman, Sam Evans, Mike Chang và Artie Abrams                                                         | 22. "New York"                  | Có      | Volume 6                   | [ 84 ]              |
| "For Good"                                                 | Wicked                              | Rachel Berry và Kurt Hummel                                                                                   | 22. "New York"                  | Có      | The Complete Season Two    | [ 8 ] [ 85 ]        |
| "Yeah!"                                                    | Usher cùng Lil John và Ludacris     | Nhóm a cappella nữ không tên                                                                                  | 22. "New York"                  | Có      | Dance Party                | [ 86 ]              |
| "As Long as You're There"                                  | Tự sáng tác                         | Sunshine Corazon cùng Vocal Adrenaline                                                                        | 22. "New York"                  | Có      | Volume 6                   | [ 79 ] [ 87 ]       |
| "Pretending"                                               | Tự sáng tác                         | Rachel Berry và Finn Hudson                                                                                   | 22. "New York"                  | Có      | Volume 6                   | [ 88 ]              |
| "Light Up the World"                                       | Tự sáng tác                         | New Directions                                                                                                | 22. "New York"                  | Có      | Volume 6                   | [ 87 ]              |